# Nature Communications
Nature Communications — рецензируемый научный журнал с открытым доступом, который издается компанией Nature Research с 2010 года. Журнал публикует материалы, охватывающие естественные науки, включая физику, химию, науки о Земле, медицину и биологию. Главным редактором-основателем была Лесли Энсон после неё Йорг Хебер, Магдалена Скиппер и Элиза Де Раньери. Журнал имеет редакции в Лондоне, Берлине, Нью-Йорке и Шанхае.

## Реферирование и индексация
Журнал реферируется и индексируется:
- Science Citation Index[6]
- Current Contents/Agriculture, Biology & Environmental Sciences[6]
- Current Contents/Life Sciences[6]
- Current Contents/Physical, Chemical & Earth Sciences[6]
- The Zoological Record[6]
- BIOSIS Previews[6]
- Chemical Abstracts Service[7]
- Index Medicus/MEDLINE/PubMed[8]
- Scopus[9]
- Directory of Open Access Journals (DOAJ)[10]

Импакт-фактор журнала за 2019 год составляет 12,121.

## Редакционный процесс и объем журнала
Nature Communications — частью его задач является заполнение пробелов в высококачественных междисциплинарных исследовательских статьях при отсутствии специального журнала под торговой маркой Nature. 13 различных редакционных коллективов журнала занимаются отдельными темами.
С октября 2014 года журнал принимал статьи только от авторов, готовых оплатить сбор за обработку статьи. До конца 2015 года часть опубликованных материалов была доступна только подписчикам. С начала 2016 года все материалы стали снова доступны в свободном доступе.
С 2017 года Nature Communications позволяет быстро публиковать результаты, предлагая авторам услугу депонирования препринтов статей, которые «находятся на рассмотрении», в рамках процесса подачи заявок.

## Тематические «поджурналы»
В 2017 году Nature Publishing Group объявила о создании трех «поджурналов» под брендом «Коммуникации»: «Биология коммуникаций» Химия коммуникации" и «Физика коммуникаций». В 2019 году были анонсированы Коммуникационные материалы.
Эти поджурналы с большей специализацией предлагают более низкую плату за публикацию, чем Nature Communications. Рукописи, отклоненные журналами Nature Publishing Group, могут выбрать передачу рукописи вместе с отчетами рецензентов в три журнала с торговой маркой Communications через службу автоматической передачи. В качестве альтернативы авторы могут запросить новую рецензию.